# 관자뼈의 바위 부분
관자뼈의 바위 부분(petrous part)은 피라미드 모양이며, 나비뼈와 후두골 사이의 두개골 바닥에 끼어 있다.

## 추가 이미지

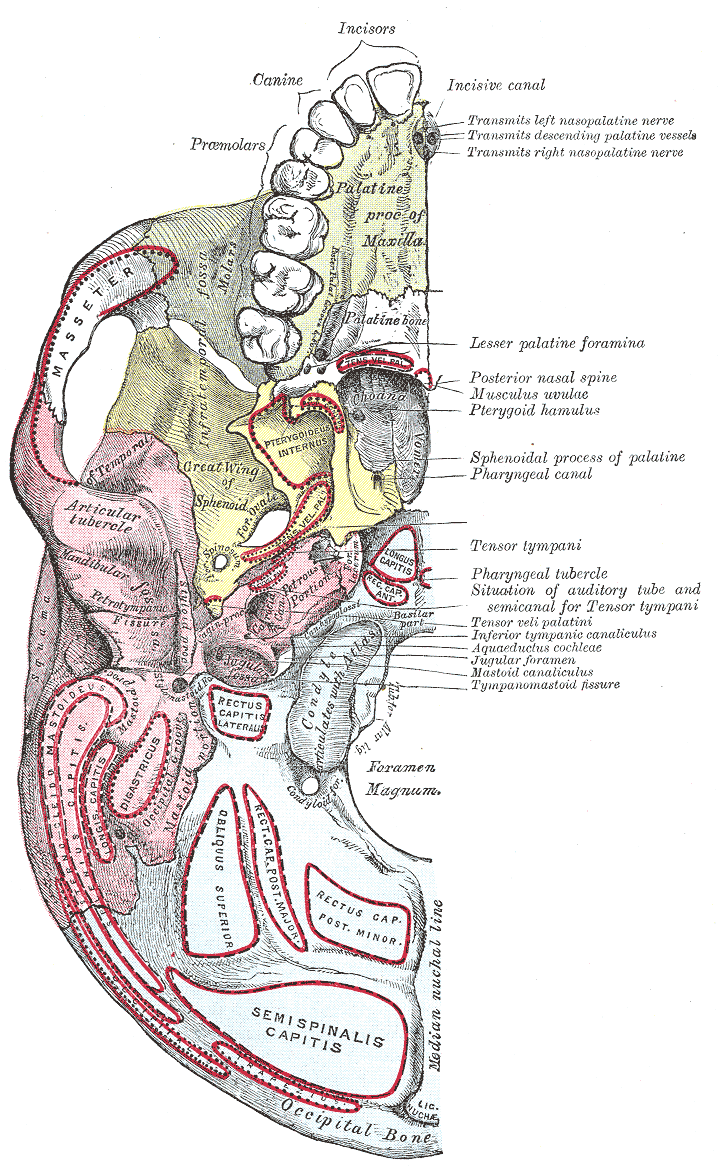
Base of skull. Inferior surface.
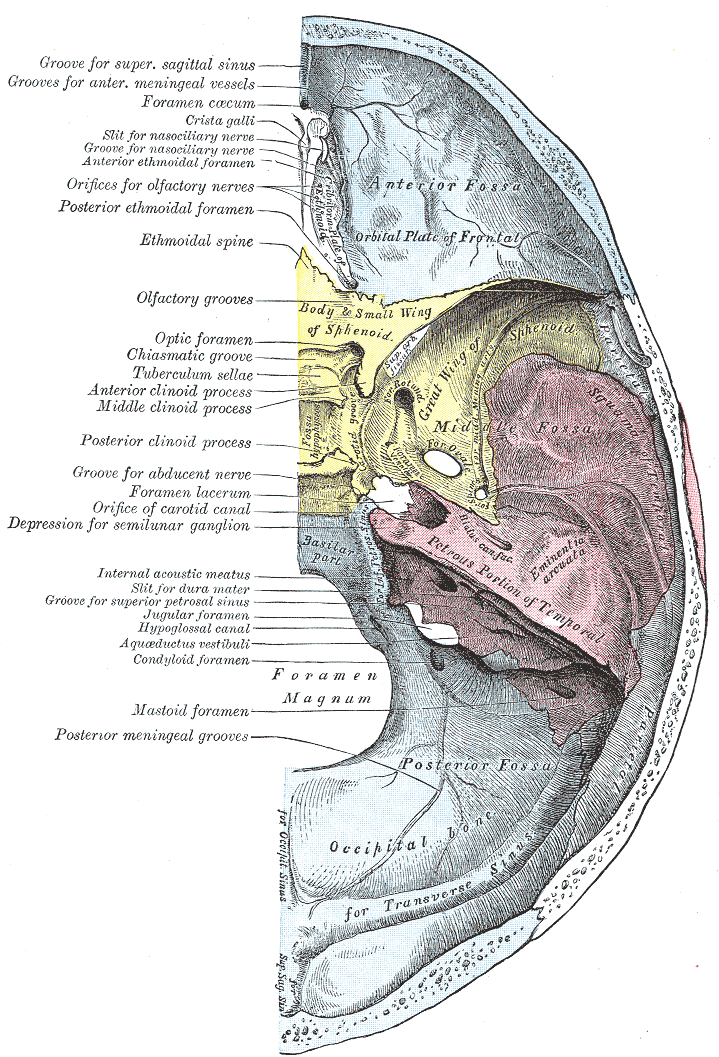
Base of the skull. Upper surface.
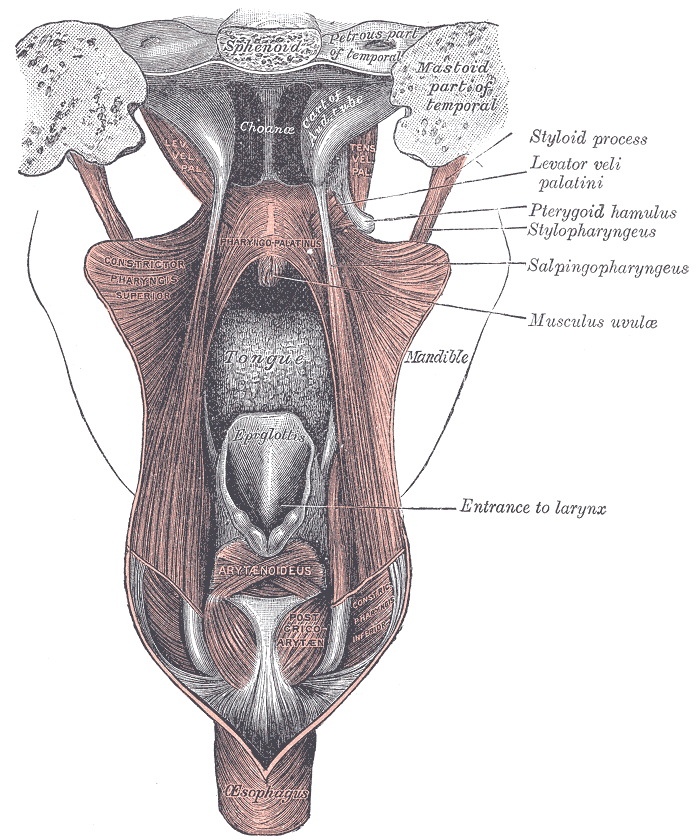
Dissection of the muscles of the palate from behind.
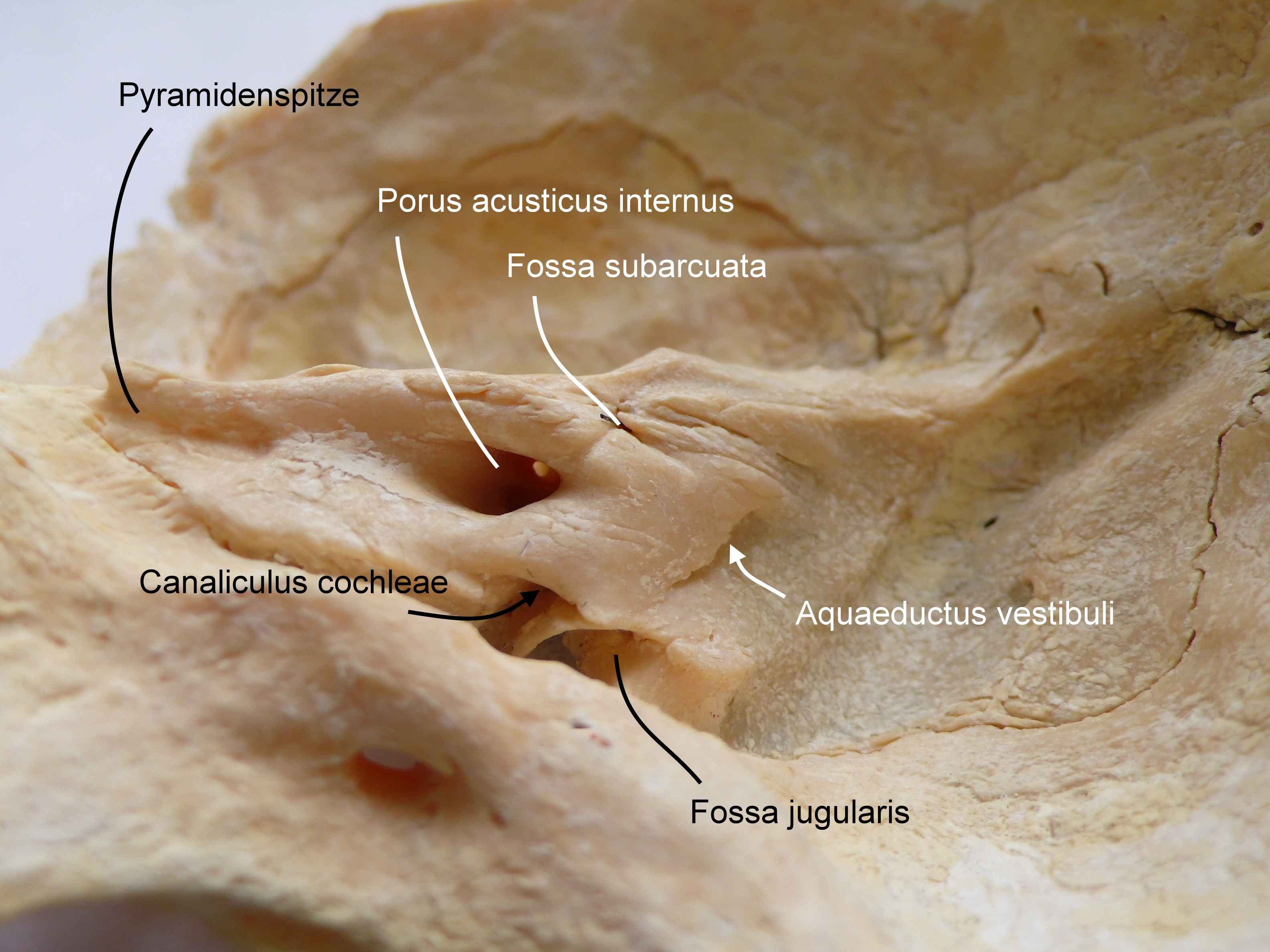
Temporal bone
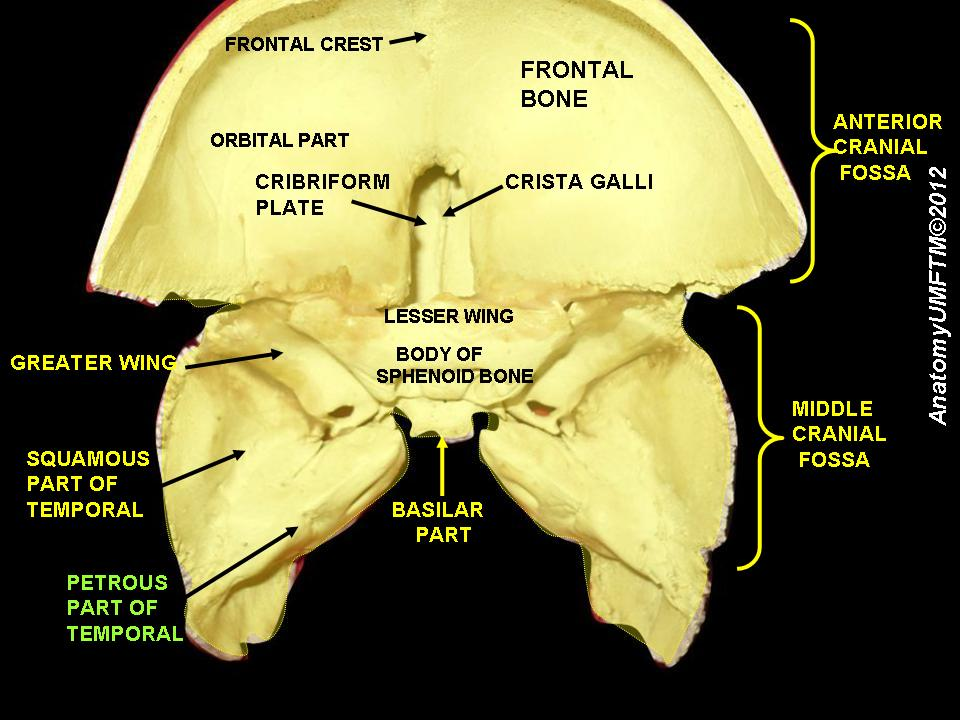
Bones of the front of the skull, viewed from behind (interior surface). The petrous part of the temporal is labeled in the lower left.
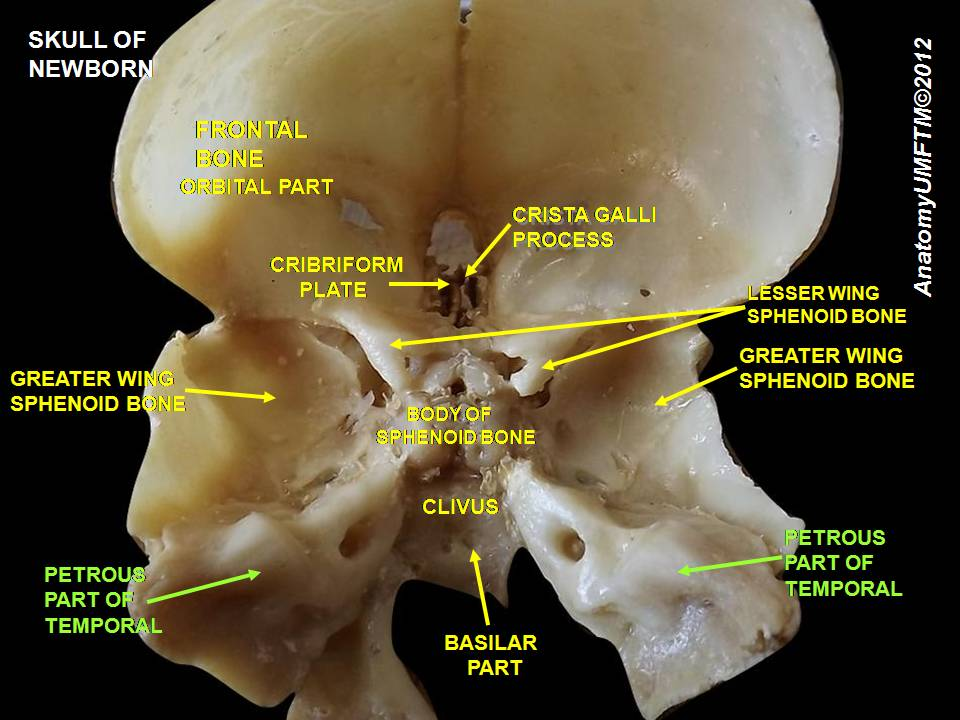
Another view of the bones of the front of the skull, viewed from behind, with the petrous part of the temporal labeled bilaterally.

## 같이 보기
- 인체 골격근 목록
- 바위 부분
- 속목동맥#C2: 바위 부분
- 고실 신경
- 꼭지벌집

## 참고 문헌
이 문서는 현재 퍼블릭 도메인에 속하는 그레이 해부학 제20판(1918) page 142의 내용을 기초로 작성된 글이 포함되어 있습니다.